# Presses de l'Université Laval
Pour les articles homonymes, voir PUL.

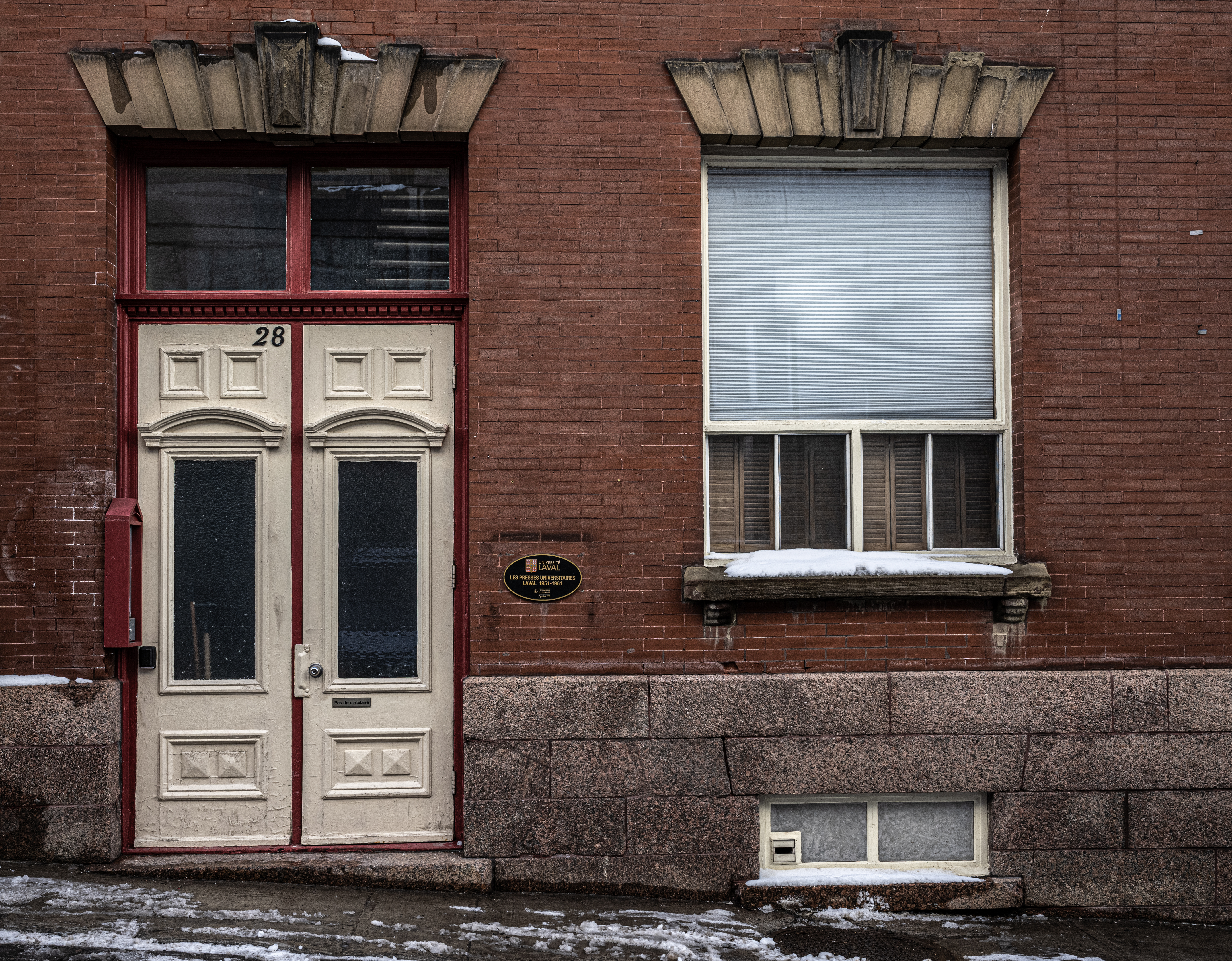
Façade du 28, rue Sainte-Famille à Québec où on logé les PUL de 1951 à 1961.

Les Presses de l'Université Laval (PUL) sont une maison d'édition universitaire canadienne du Québec fondée en 1950 par l'Université Laval.